# 國際煎餅屋
国际煎饼屋（英語：International House of Pancakes, IHOP），是美国的一家连锁餐厅。餐厅主营美式早餐，提供美式松饼、华夫饼、西式蛋饼、可麗餅、马铃薯饼等食物，也提供午餐和晚餐菜单。截至2019年，约一半的门店为每周7天、每天24小时全时营业，此外在美国以外也开设有分店。

## 历史
1958年，首家餐厅在加利福尼亚州伯班克开业，餐厅建筑采用蓝色屋顶，已和当时的豪生餐廳的橙色屋顶相对应，蓝色屋顶之后也成为餐厅建筑的特色。餐厅聘请了一位巴黎藍帶廚藝學校厨师制作特色美式松饼。
1960年代，餐厅以加盟連鎖的形式开始了快速扩张。1973年，出于营销目的，餐厅的名称被缩短为“IHOP”。
2007年，其控股母公司IHOP Corporation以21亿美元收购了另一家连锁餐厅Applebee's。交易完成后，母公司IHOP Corporation改名为DineEquity Inc.，后由于2018年改名为Dine Brands Global。
2010年9月，公司向美国洛杉矶地方法院提起诉讼，指控国际祷告殿（International House of Prayer）以及其他六名被告商标冲淡和侵权。同年12月撤销诉讼，争议在庭外解决。
2015年，餐厅更换了Logo，在字母O和P下方增加了一条类似笑脸的曲线，公司称老Logo(含一个向上弯的弧形)看起来太像皱眉。

## 外部連結
- 官方网站